# Easton, East Riding of Yorkshire
Easton var en civil parish från 1866 till 1935 då den blev en del av Boynton, i grevskapet East Riding of Yorkshire, i England. Civil parish var belägen 4 km från Bridlington och hade 30 invånare år 1931. Byar nämndes i Domedagsboken (Domesday Book) år 1086, och kallades då Eston(e).